# Krokeide
Krokeide est un village situé au sud de Bergen en Norvège, dans le bydel (division administrative) de Fana.

## Géographie
Le village a une liaison par ferry avec Hufthamar dans la communauté d'Austevoll.

## Transport
Des bus de terminal fonctionnant sur la route Nesttun 61 à Krokeide. Avant de train léger sur rail à Bergen (Bybanen i Bergen) a été ouvert en juin 2010 a conduit des bus sur la route 560 entre l'ex-Bergen et Krokeide[pas clair].

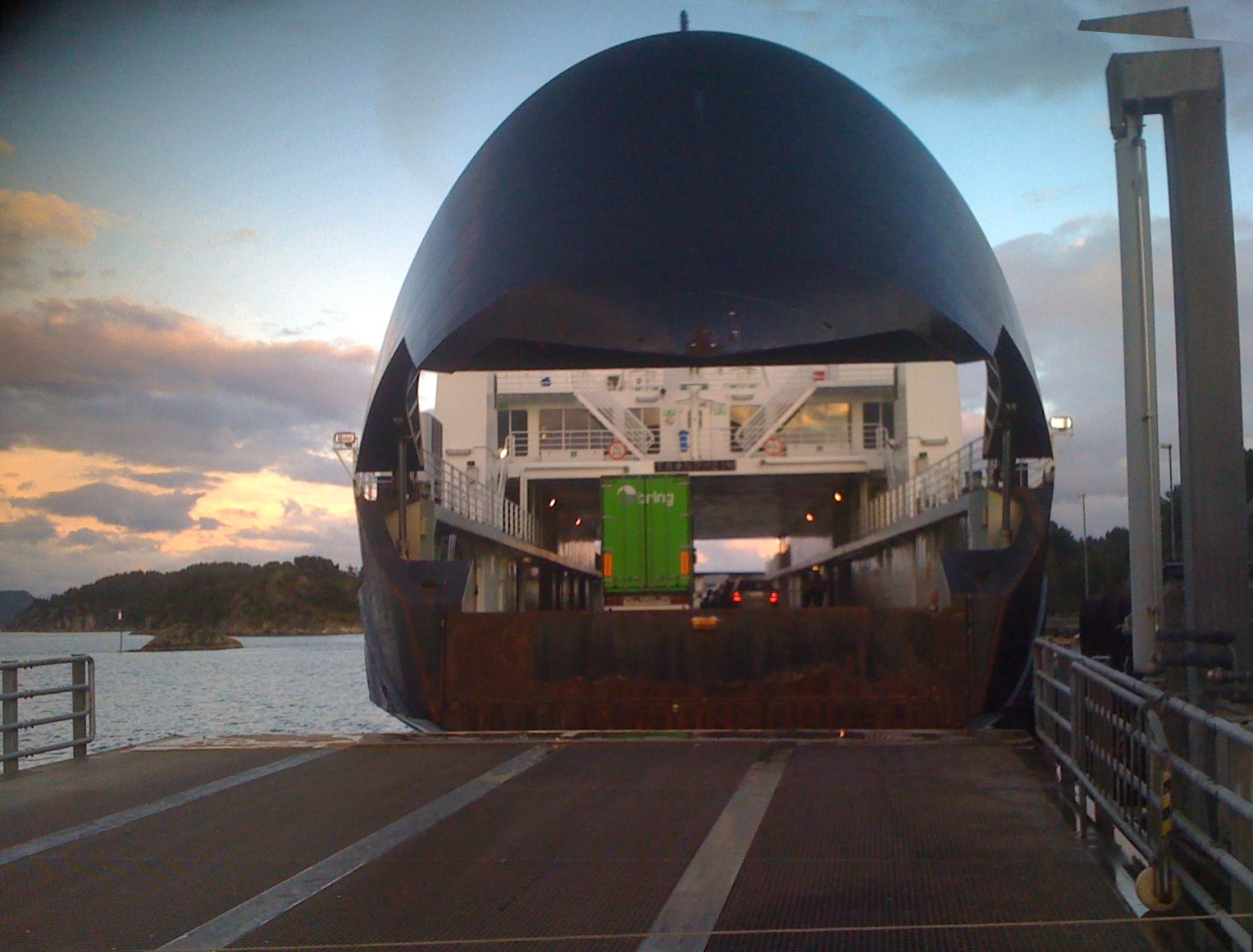
Le ferry MF "Trondheim" de Krokeide

De Krokeide, il y a un ferry à Hufthamar à Austevoll